# Pedro Salinas
Pedro Salinas Serrano (Madrid, 27 de noviembre de 1891-Boston, 4 de diciembre de 1951) fue un escritor español conocido sobre todo por su poesía y ensayos. Dentro del contexto de la generación del 27 se le considera uno de los mayores poetas. Sus traducciones de Proust contribuyeron al conocimiento del novelista francés en el mundo hispanohablante. Al concluir la guerra civil española se exilió en Estados Unidos hasta su muerte.

## Biografía

### Primeros años
Pedro Salinas nació en la madrileña calle de Toledo, hijo de Soledad Serrano Fernández y de Pedro Salinas Elmos, comerciante en géneros, del que quedó huérfano con apenas seis años. Fue alumno en el Colegio Hispano-Francés y el Instituto de San Isidro de Madrid. Se trasladó con su madre a la calle de Don Pedro n.º 6  y a los diecinueve años de edad comenzó a estudiar Derecho en la Universidad de Madrid, que abandonó a los dos años para matricularse en Filosofía y Letras (materia en la que se doctoraría en 1917 con una tesis sobre las ilustraciones del Quijote). De 1911 son sus primeros poemas ("espeluznantes", según posterior confesión de Salinas) publicados por Ramón Gómez de la Serna en su revista Prometeo. En 1913 fue nombrado secretario de la sección de Literatura del Ateneo de Madrid, institución donde, con Enrique Díez-Canedo y Fernando Fortún, se plantean la misión de «liberar el verso español del yugo de la métrica».

### Matrimonio y cátedra
En 1914 consiguió plaza de lector de español en La Sorbona. Durante el verano de 1915, con 23 años, Pedro Salinas se casó en Argel con Margarita Bonmatí Botella, El matrimonio se instaló en París donde el poeta inició sus lecturas de Proust, cuyos tres primeros volúmenes de la saga À la recherche du temps perdu, tradujo más tarde en colaboración con José María Quiroga Plá.
En 1917 el matrimonio Salinas regresó a España y un año después, él consiguió una cátedra en la Universidad de Sevilla, donde vivieron hasta 1929 en la capital hispalense, (y donde entre otros alumnos tuvo a Luis Cernuda). Solicitó excedencia en 1922 y 1923 para ocupar un lectorado en la Universidad de Cambridge, y de regreso publica su primer poemario, Presagios. En 1930 permuta su cátedra sevillana por la cátedra de Jorge Guillén en la de Murcia, aunque nunca llegó a impartir docencia en ella. En ese mismo año comenzó a ejercer en la Escuela central de Idiomas, en Madrid, donde más tarde, en 1932, fundó la revista Índice Literario. Entre 1928 y 1936 se integra en las actividades y objetivos de la Institución Libre de Enseñanza, a través del Centro de Estudios Históricos,

### Romance
Implicado en la creación de la Universidad Internacional de Verano de Santander (de la que sería secretario general entre 1933 y 1936), en el verano de 1932 (con 41 años) conoció a una estudiante estadounidense, Katherine R. Whitmore, seis años menor que él, que sería luego profesora de lengua y literatura española en el Smith College (Northampton, Massachusetts), de la que se enamoró. Ella fue la destinataria de su trilogía poética La voz a ti debida, Razón de amor y Largo lamento. El romance se mantuvo, en forma epistolar, cuando Katherine regresó a Estados Unidos para proseguir sus estudios; volvió la joven para el curso académico 1934-1935, pero la mujer de Salinas descubrió la infidelidad e intentó suicidarse, por lo que Katherine decidió poner fin a la relación. La Guerra Civil y el exilio de Salinas en Norteamérica dificultaron aquella ruptura; a pesar de ello, Katherine se casó en 1939 con su colega Brewer Whitmore y, aunque tuvo aún esporádicas noticias sobre Salinas, la relación se acabó marchitando. Se vieron por última vez en 1951, poco antes de la muerte del poeta. Ella, que falleció en 1982, autorizó la publicación de su Epistolario con Salinas, guardado en la biblioteca de la Universidad Harvard, siempre que fuera veinte años después de su muerte y se omitieran las cartas que ella le envió. Las de Salinas son unas trescientas, testimonio de una relación que duró quince años hasta su conclusión en 1947.

### Guerra Civil y exilio
Sorprendido en Santander por el golpe de Estado que daría paso a la guerra civil española, se trasladó a Francia, desde donde marchó al exilio en los Estados Unidos. Ocupó el cargo de profesor visitante en el Wellesley College (cuyo nombramiento tenía desde 1935); más tarde trabajó para la Universidad Johns Hopkins de Baltimore y en el verano de 1943 se trasladó a la Universidad de Puerto Rico. Durante esta época suya, en 1946,  Salinas fue la persona que presentó la exposición del artista Eugenio Fernández Granell, español exiliado en la República Dominicana. Existe una foto interesante de su visita a la República Dominicana, en la que el poeta está con, entre otros, Vicente  Llorens, Eugenio Granell y Vela Zanetti; regresó a Baltimore en 1946. Falleció en Boston el 4 de diciembre de 1951, aunque sería enterrado en San Juan de Puerto Rico.

## Poeta del 27
El propio Salinas define la poesía como un ahondamiento en la realidad, "una aventura hacia lo absoluto. Se llega más o menos cerca, se recorre más o menos camino: eso es todo", y reduce a tres los elementos de su creación: "Estimó en la poesía, sobre todo, la autenticidad. Luego, la belleza. Después, el ingenio". Siguiendo esta pauta, Leo Spitzer consideró que la principal característica de Salinas fue el «conceptismo interior», que se manifiesta en paradojas y condensación de conceptos. Un rápido vistazo a sus libros de poesía revela que prefiere el verso corto y renuncia casi siempre a la rima. La aparente sencillez de sus versos hizo que Lorca les llamase prosías (según informó Vivanco).

### Etapas poéticas
- La etapa inicial (1923-1932) está marcada por la influencia de la poesía pura de Juan Ramón Jiménez y los ecos de las vanguardias futurista y ultraísta. La idea de la depuración y perfección poéticas y el protagonismo que van cobrando en ella los temas amorosos perfilan lo que será su etapa de plenitud. Pertenecen a esta etapa Presagios (1923), Seguro azar (1929) y Fábula y signo (1931).
- La etapa de plenitud (1933-1939) está formada por la trilogía amorosa:

La voz a ti debida (1933), cuyo título es tomado de un verso de la Égloga tercera de Garcilaso de la Vega, presenta la historia de una pasión amorosa, desde su nacimiento hasta la ruptura.
Razón de amor (1936) examina lo que queda del amor cuando este acaba. La pasión y el dolor de la separación son, por lo tanto, los temas centrales del libro.
Largo lamento (1939), cuyo título evoca un verso de Gustavo Adolfo Bécquer, continúa la línea marcada en las obras anteriores.
Los tres libros están escritos en heptasílabos y octosílabos «blancos» o sin rima, a los que van añadiéndose endecasílabos hasta que la proporción se invierte en el último libro. Se abusa con frecuencia de la enumeración y existe cierto tono conceptista: «Todo quiere ser dos», «Serás, amor, un largo adiós que no se acaba», etc.
- La etapa del exilio (1940-1951) está formada por El contemplado (1946), extenso poema en que dialoga con el mar de San Juan de Puerto Rico; Todo más claro y otros poemas (1949), donde trata el tema de la creación a través de la palabra, y su obra póstuma Confianza (editado con Poesías completas en 1955), afirmación gozosa de la realidad vivida. De esta época se suele destacar su impresionante poema «Cero», suscitado por la destrucción que provocan las armas atómicas.

### Poeta del amor
"He tenido siempre un deseo de amor tan vivo, que por eso he sido poeta".

Pedro Salinas ha sido reconocido por muchos críticos como el "poeta del amor" del 27. Pocos igualaron la sutileza con que supo ahondar en el sentimiento amoroso. Trasciende las puras anécdotas para encontrar la clave más gozosa de las relaciones sentimentales; desde una posición claramente antirromántica, el amor es para él, en vez de sufrimiento, una prodigiosa fuerza que da plenitud a la vida y sentido al mundo, enriquecimiento del propio ser y enriquecimiento de la persona amada, un acontecimiento jubiloso: «¡Qué alegría vivir / sintiéndose vivido...!», exclama. El amor hace amar la vida, decir que sí al mundo: «¡Sí, todo con exceso: — la luz, la vida, el mar!». Solo en algunos pasajes de Razón de amor aparece a veces un tono más grave, en ciertos poemas que hablan de los límites del amor, de su posible e inevitable final.

## Prosa
Su primer libro en prosa fue Vísperas del gozo (1926), obra inscrita en la línea vanguardista de la época. Siguieron veinticinco años de silencio narrativo, y solo al final de su vida visitó de nuevo el género con una novela sobre los horrores de la bomba atómica, La bomba increíble (1950), y El desnudo impecable y otras narraciones (1951).
Mayor consistencia e influencia tuvieron sus ensayos sobre literatura, Literatura española. Siglo XX (1940), Jorge Manrique o tradición y originalidad (1947), La poesía de Rubén Darío (1948), y las ediciones que preparó sobre Fray Luis de Granada y San Juan de la Cruz.

## Dramaturgo
Quizá la vertiente menos estudiada de Salinas, autor de catorce piezas dramáticas, entre 1936 y 1947, para Max Aub "con escenas de un evidente hálito poético".

## Obra

### Poesía
(primeras ediciones)
- Presagios, Madrid, Índice, 1923.
- Seguro azar, Madrid, Revista de Occidente, 1929.
- Fábula y signo, Madrid, Plutarco, 1931.
- La voz a ti debida, Madrid, Signo, 1933.
- Razón de amor, Madrid, Ediciones del Árbol; Cruz y Raya, 1936.
- Error de cálculo, México, Imp. Miguel N. Lira, 1938.
- Poesía junta, Buenos Aires, Losada, 1942.
- El contemplado (Mar; poema), México, Nueva Floresta; Stylo, 1946.
- Todo más claro y otros poemas, Buenos Aires, Sudamericana, 1949.
- Poesías completas, Madrid, Aguilar, 1955 (incluye el libro inédito Confianza).
- Poesía completas, Barcelona, Barral, 1971.

### Teatro
- El director (1936)
- El parecido (1942-1943)
- Ella y sus fuentes (1943)
- La bella durmiente (1943)
- La isla del tesoro (1954)
- La cabeza de la medusa (1945)
- Sobre seguro (1945)
- Caín o Una gloria científica (1945)
- Judit y el tirano (1945)
- La estratosfera. Vinos y cervezas (1945)
- La fuente del arcángel (1946)
- Los santos (1947)
- El precio (1947)
- El chantajista (1948)

### Traducciones

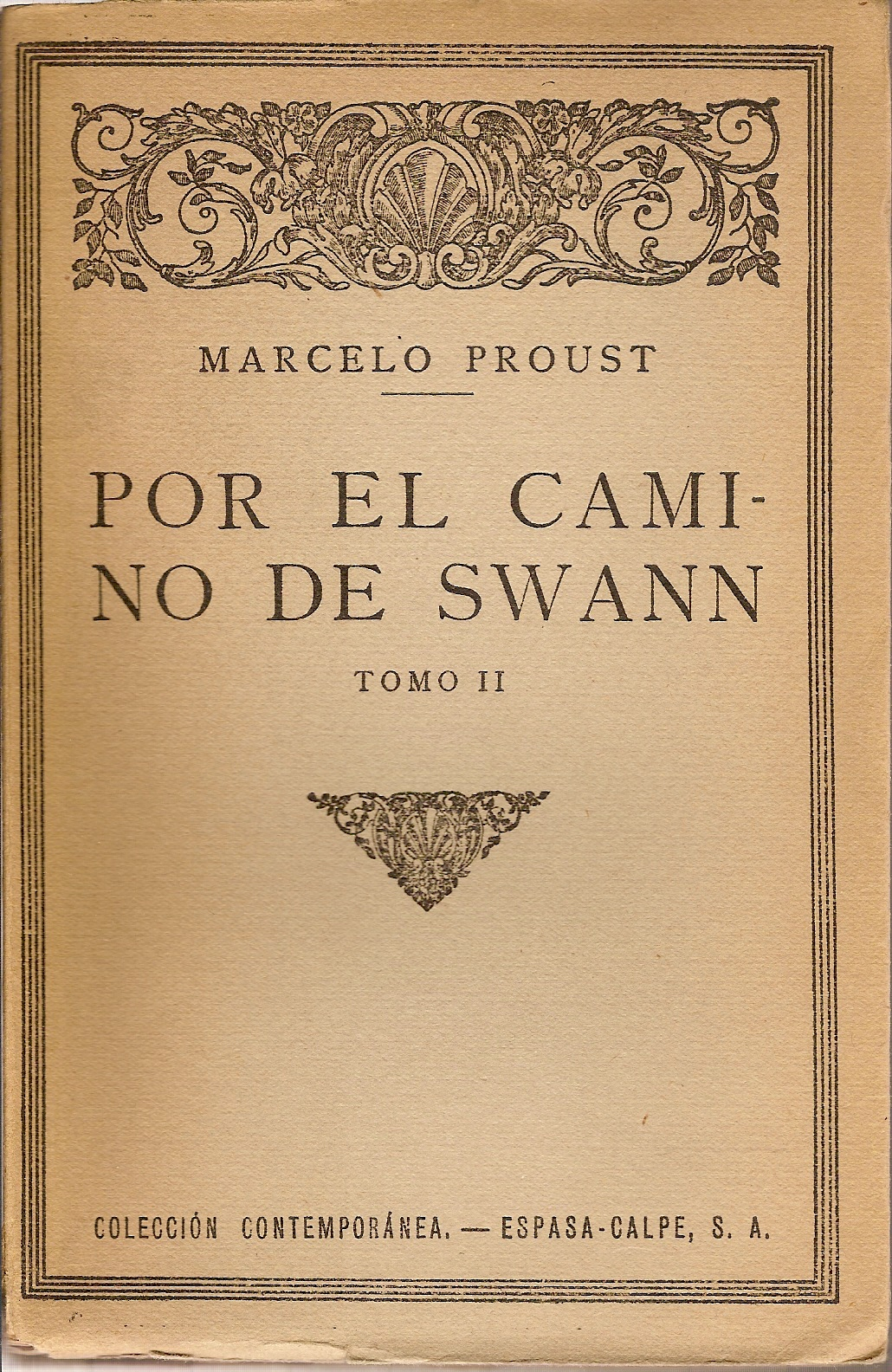
Portada de la primera edición en castellano de Por el camino de Swan (en dos tomos), de Marcel Proust, en Espasa-Calpe, en 1920.

- Los caprichos de Mariana, (1920), de Alfred de Musset.
- Por el camino de Swann (1920), de Marcel Proust.
- A la sombra de las muchachas en flor (1922), de Marcel Proust.
- El mundo de Guermantes (1931), de Marcel Proust.[nota 2][16]

### Narrativa
- Versión modernizada del Cantar de Mio Cid (1926).
- Víspera del gozo (1926).
- La bomba increíble (1950).
- El desnudo impecable y otras narraciones (1951).
- Narraciones completas, Península, Madrid, 1998.

### Ensayo
- Literatura española. Siglo XX (1940).
- Jorge Manrique o tradición y originalidad (1948).
- La poesía de Rubén Darío (1948).
- El defensor (1948).
- La responsabilidad del escritor. Barcelona: Seix Barral (1961).
- Ensayos completos. Edición: Salinas de Marichal. Madrid: Taurus, (1983); t. I. y t. II.
- Ediciones de Fray Luis de Granada y San Juan de la Cruz.

### Epistolario
- Cartas de amor a Margarita (1912–1915), edición de Soledad Salinas de Marichal, Madrid, Alianza Editorial, 1986
- Salinas, Pedro. (1988 a). Cartas a Jorge Guillén. Christopher Maurer, ed. Boletín de la Fundación García Lorca, n.3, p. 34- 37
- Ocho cartas inéditas a Federico García Lorca. Christopher Maurer (ed.) Boletín de la Fundación García Lorca, n. 3, (1988); p. 11- 21
- Cartas de Pedro Salinas a Guillermo de Torre. Renacimiento, n. 4, (1990) p. 3- 9
- Ocho cartas de Pedro Salinas. Enric Bou (ed.) Revista de occidente, n.126, nov.(1991); p. 25- 43
- Pedro Salinas / Jorge Guillén correspondencia (1923-1951). Edición, introducción y notas de Andrés Soria Olmedo. Barcelona, Tusquets, 1992
- Cartas a Katherine Whitmore. Epistolario secreto del gran poeta del amor, Barcelona, Tusquets, 2002